# Хобит (филмова поредица)
Хобит (на английски: The Hobbit) е поредица от три фентъзи приключенски филма, режисирани от Питър Джаксън. Филмите са със следните подзаглавия: Неочаквано пътешествие (2012), Пущинакът на Смог (2013) и Битката на петте армии (2014). Филмите са базирани на романа Хобитът (1937) от Дж. Р. Р. Толкин, като голяма част от филмовата поредица е вдъхновена от приложенията на романа Властелинът на пръстените, които разширяват историята, разказвана в Хобитът. Допълнителни материали и нови герои са създадени специално за филмите. Поредицата се явява предистория на филмовата поредица Властелинът на пръстените на Питър Джаксън.
Сценариите са написани от Фран Уолш, Филипа Бойенс, Питър Джаксън и Гийермо дел Торо, който е избран за режисьор, преди да напусне проекта. Филмите се развиват в измисления свят на Средната земя, шестдесет години преди началото на Властелинът на пръстените и проследяват хобита Билбо Бегинс, който е убеден от магьосника Гандалф Сивия да придружи тринадесет джуджета, водени от Торин Дъбощит, в мисия да си върнат Самотната планина от дракона Смог. Филмите разширяват определени елементи от романа и друг изходен материал, като например разследването на Гандалф в Дол Гулдур, което го отвежда до Некроманта, и преследването на героите от орките Азог и Болг, които търсят отмъщение срещу Торин и неговите роднини.
Филмите включват следния актьорски състав Джеймс Несбит, Кен Стот, Еванджелин Лили, Лий Пейс и Люк Евънс, а Кейт Бланшет, Орландо Блум, Иън Холм, Кристофър Лий, Хюго Уивинг, Илайджа Ууд и Анди Съркис повтарят своите роли от филмовата адаптация Властелинът на пръстените, други актьори, които участват, са Ману Бенет, Силвестър Маккой, Микаел Персбранд, Лоурънс Макоаре и Стивън Фрай.
Премиерата на първия филм от трилогията е в Ембаси Тиътър в Уелингтън на 28 ноември 2012 г. Премиерата на втория филм от поредицата е в Долби Тиътър в Лос Анджелис на 2 декември 2013 г. Премиерата на третия филм е в Одеон Лесистър Скуеър в Лондон на 1 декември 2014 г. Поредицата получава смесени отзиви, но има финансов успех и се превръща в една от най-печелившите филмови поредици на всички времена, като печели над 2,9 милиарда долара в световен мащаб. Номинирана е за различни награди и печели няколко, макар и не толкова много, колкото оригиналната трилогия.

## Филми
| Премиера           | Филм                            | Бюджет (млн. USD) | Приходи (млн. USD) |
| ------------------ | ------------------------------- | ----------------- | ------------------ |
| 28 ноември 2012 г. | „Хобит: Неочаквано пътешествие“ | 180               | 1021               |
| 2 декември 2013 г. | „Хобит: Пущинакът на Смог“      | 225               | 958                |
| 1 декември 2014 г. | „Хобит: Битката на петте армии“ | 250               | 956                |

## Сюжет
В първата част от поредицата – Хобит: Неочаквано пътешествие – героите се впускат в приключение, да си върнат своя дом – Самотната планина, още наричана „Еребор“.
Във втората част – Хобит: Пущинакът на Смог – героите минават през още повече приключения и накрая пристигат, но трябва да победят дракона Смог.
В третата част – Хобит: Битката на петте армии – започва войната между джуджета, елфи, орки, хора и орли.